# 吴红艳
吴红艳 (1967年7月—)，广西桂林人，深圳市卫生健康委党组书记、主任。

## 生平
吴红艳曾任沙头角卫生检疫局处长、深圳市委组织部企业高级经理评价推荐中心推荐部副部长、深圳市食品药品监督管理局办公室主任、深圳市知识产权局副局长、深圳市医疗保障局局长等职。